# Крушето
Кру́шето (болг. Крушето) — село у Великотирновській області Болгарії. Входить до складу общини Горішня Оряховиця.

## Населення
За даними перепису населення 2011 року у селі проживали 653 особи.
Національний склад населення села:
| Національність   | Кількість осіб | Відсоток |
| ---------------- | -------------- | -------- |
| болгари          | 516            | 86,9%    |
| не визначились   | 74             | 12,5%    |
| Всього відповіли | 594            |          |

Розподіл населення за віком у 2011 році:
Динаміка населення: